# Landesausschuss Sapieha I
Der Landesausschuss Sapieha I war der Landesausschuss des österreichischen Kronlands Galizien und Lodomerien in der ersten Amtsperiode des Galizischen Landtags. Der Landesausschuss war ein ständiges Organ des Galizischen Landtags mit Exekutivbefugnissen.

## Wahl und Ernennung der Mitglied
Der Landesausschuss des Königreichs Galizien und Lodomeriens bestand aus dem vom Kaiser ernannten Landmarschalls (in anderen Kornländern meist Landtagsvorsitzender genannt) sowie sechs Mitglieder, die vom Landtag gewählt wurden. Je ein Vertreter wurde aus der Kurie der Großgrundbesitzer, der Städte und Märkte sowie der Landgemeinden bestimmt hinzu kamen drei Mitglieder, die frei aus den Landtagsmitgliedern gewählt wurden. Zudem wählte der Landtag sechs Ersatzmitglieder aus den Mitgliedern des Landtags.

## Landesausschuss

### Landmarschall
- Leon Sapieha

### Mitglieder
- Juwenal Boczkowski, trat am 26. April 1861 zurück
- Florian Ziemiałkowski
- Julian Ławrowski
- Maurycy Kraiński
- Kornel Krzeczunowicz
- Oktaw Pietruski
- Seweryn Smarzewski, ab 26. April 1861 als Nachfolger von Juwenal Boczkowski, bis 1865

### Ersatzmitglieder
- Mikołaj Zyblikiewicz
- Franciszek Jan Smolka
- Michał Kuziemski
- Ludwik Dolański
- Adam Józef Potocki
- Kazimierz Grocholski